# Хелвии
Хелвии (Helvii, Helvius) са фамилия от Древен Рим.
Известни с името Хелвий:
- Гай Хелвий, военен трибун 204 пр.н.е.
- Гай Хелвий (претор), плебейски едил 199, претор, легат 189 пр.н.е.
- Марк Хелвий Блазион, плебейски едил 198, претор 197 в Далечна Испания, триумвир 194 пр.н.е. в Сипонтум, Пулия
- Гай Хелвий Цина († 44 пр.н.е.), поет, народен трибун 44 пр.н.е.
- Хелвий Манция, римски оратор 1 век пр.н.е.
- Марк Хелвий Клемент Декстриан, претор, управител на римската провинция Реция до 181 г.
- Публий Хелвий Сукцес (Successus), баща на римския император Пертинакс
- Публий Хелвий Пертинакс, римски император (193)
- Публий Хелвий Пертинакс, син на римския император Пертинакс и Флавия Тициана
- Хелвий Клемент, суфектконсул 289 г.